# قره‌قویونلو (شاهین‌دژ)
قره‌قویونلو (شاهین‌دژ)، روستایی از توابع بخش کشاورز شهرستان شاهین‌دژ در استان آذربایجان غربی ایران است.

## جمعیت
این روستا در دهستان کشاور قرار دارد و براساس سرشماری مرکز آمار ایران در سال ۱۳۸۵، جمعیت آن ۷۹۱ نفر (۱۶۴ خانوار) بوده‌است. روستای قره قویونلو در قسمت شمالی شهرستان شاهین دژ و در قسمت شرقی شهر کشاورز قرار دارد. مردم روستای قره قویونلو به زبان ترکی  صحبت می‌کنند و همگی اهل تشیع هستند. بادام،گردو،سیب، گندم، جو، یونجه ،و گیاهان علوفه ای مهم‌ترین محصولات روستا هستند.